# Olujare Oguntibeju
Pas d'image ? Cliquez ici

a Compétitions nationales et continentales officielles uniquement.

b Matchs officiels uniquement.
Dernière mise à jour le 18 décembre 2024.
Olujare Oguntibeju, né le 14 mai 2002 à Bloemfontein (Afrique du Sud), est un joueur nigérian de rugby à XV jouant au poste de deuxième ligne aux Glasgow Warriors depuis 2022. Bien qu'il soit nigérian, il choisit de représenter l'Écosse, pays où il a résidé durant sa jeunesse pendant douze ans.

## Biographie
Olujare Oguntibeju naît à Bloemfontein en Afrique du Sud de parents nigérians. À partir de l'âge de deux ans et jusqu'à ses 14 ans, il vit en à Édimbourg en Écosse où il pratique le basket-ball et le football. Puis, il retourne en Afrique du Sud où il passe un accord avec son professeur de biologie : il doit obtenir une certaine note à un test, sinon il doit tenter sa chance au rugby à XV l'année suivante. Il rate ce test de quelques points et est devenu depuis un passionné de rugby. Il commence donc la pratique de ce sport à 17 ans, dans son lycée sud-africain. Il décide ensuite de retourner en Écosse où il obtient un essai avec l'équipe d'Édimbourg Rugby en début de saison 2020-2021. Puis, en octobre 2021, il rejoint le centre de formation des Ealing Trailfinders,. 
En 2022, il est convoqué en équipe d'Écosse des moins de 20 ans pour le Tournoi des Six Nations. Bien qu'il ne soit pas Écossais, il peut représenter ce pays grâce à ses années de résidence dans celui-ci durant sa jeunesse,. Cependant, lors du deuxième match contre le pays de Galles il se blesse très gravement, l'empêchant de jouer durant un an et demi.  
En début d'année 2024, il est retenu dans l'effectif des Stirling Wolves pour les Sprint Series.  
Au mois d'août 2024, en début de saison 2024-2025, Olujare Oguntibeju rejoint le centre de formation des Glasgow Warriors. Quelques mois plus tard, en novembre 2024, alors qu'il n'a toujours pas fait ses débuts professionnels, il entre en jeu à la place de Marshall Sykes avec l'Écosse A (équipe d'Écosse réserve) dans une rencontre amicale remportée 19 à 17 face au Chili. La semaine d'après, il joue ensuite pour la première fois avec les Glasgow Warriors lors d'un match de United Rugby Championship contre les Scarlets, où il est titulaire. À la mi-décembre, lors du troisième match de sa carrière, il marque son premier essai dans une défaite 30 à 29 en Champions Cup contre le RC Toulon.  